# Dósa István
Dósa István, hivatásos katona, a Magyar Honvédség nyugalmazott őrnagya. 2008. szeptember 14-éig a Magyar Gárda országos főkapitánya, majd 2009. augusztus 30-áig az Őrző Magyar Gárda Mozgalom országos főkapitánya.

## Katonai múltja
Hivatásos katonai pályafutása 1985-ben Lentiben kezdődött, ekkor avatták hadnaggyá az ottani, azóta felszámolt gépesített lövészezrednél. Hadnagyként gépesített lövészszakaszt és -századot vezetett. 1987-ben került Szolnokra a felderítő zászlóaljhoz, ahol hadműveleti tisztként dolgozott. Ez ugyan adminisztratív beosztás volt, de közben továbbképezte magát, megtanult ejtőernyőzni, és megismerte a mélységi felderítés alapjait. 1988-ban megkapta a Haza Szolgálatáért érdemérmet.
1992-ben kitört az első délszláv háború, ami nagy kihívás volt az akkori Honvédségnek. A beszivárgó kisszámú fegyveres csoportok ellen szerveztek három felderítő zászlóalj állományából egy-egy szakaszt, amiket fel kellett készíteni az ún. lövészharc alapjaira. Ezeket az egységeket készítette fel. Akkori munkáját azzal ismerték el, hogy soron kívül előléptették századossá. A szerzett tapasztalatok alapján még 1992 őszén megalakult az első légi mozgékonyságú század, amely akkor egyedülálló volt a maga nemében. Ennek lett a századparancsnoka. Nyolc évig állt a század élén.
1997-től lett volna alkalma békefenntartóként kimenni különféle missziókba, de azt akkor nem tartotta kihívásnak. 2000-ben hallgatója lett a Nemzetvédelmi Egyetemnek, amit 2002-ben végzett el katonai vezetői szakon. Ezt követően a Hadkiegészítő és Kiképző Parancsnokságra került, majd az átszervezések miatti 2003 végén őrnagyi rendfokozattal nyugállományba vonult.
2003–2005 között egy francia multinacionális áruházlánc óbudai bevásárlóközpontjának biztonsági szolgálatát irányította.[forrás?]

## A Magyar Gárda élén
Saját bevallása szerint korábban nem politizált, ezt katonaként nem is tehette volna meg. A 2006. szeptemberi és az október 23-ai események láttán kezdte érdekelni a közélet, a parlamenti pártokat tehetetlennek minősítve. A változást egy alulról szervezett, autonóm szervezetként képzelte el. Így lett a Magyar Gárda országos főkapitánya Usztics Mátyást váltva. 2008. szeptember 14-én, mandátumának lejárta előtt mintegy másfél hónappal lemondott posztjáról, mert véleménye szerint a Jobbik és annak vezetői elárulták a Mozgalmat. Vona Gábor, a Jobbik és a Magyar Gárda Egyesület elnöke viszont közleményében úgy értékelte, Dósa 12 hónapos megbízatásának lejártához érve a Gárda irányítására, egységben tartására, valamint a megalapításkor lefektetett eszmei iránymutatás követésére alkalmatlanná vált.

## Kizárás, szakadás
2008. október 3-án a Magyar Gárda Egyesület tagjainak ösztönzésére a Mozgalom budapesti kapitánya kizárta az egyesület soraiból Dósa Istvánt, mert indoklása szerint többször megsértette a Mozgalom Szolgálati Szabályzatát. A Dósa körüli anomáliák újabb fejezetét jelenti az a hangfelvétel ahol Németh Miklós Attila, a Magyar Gárda Mozgalomról könyvet író újságíró szájából elhangzik, hogy Dósa leváltását már 2007-2008 telén tervezte az Egyesület.
A Magyar Gárda Mozgalom létrehozásakor megfogalmazott alapelvekhez hű 11 megye kapitányai nem fogadták el a döntést, és 2008 szeptember 28-ai csóri értekezletükön újra főkapitánnyá választották Dósa Istvánt. A Magyar Gárda Egyesület Elnöke által ugyanerre az időpontra Budapesten összehívott értekezleten megjelent 6 szavazásra jogosult megyei kapitány Vona Gábor jelöltjét, Kiss Róbertet választotta vezetővé. Jelenleg a Gárda két szervezeti egységben, párhuzamosan működik. Ennek kézzelfogható jele, hogy 2008 októberében a Jobbikhoz kötődő rész a Hősök terén, míg a Dósa Istvánhoz kötődő rész  – az úgynevezett "Őrző" szárny – Székesfehérváron tartotta avatási ünnepségét.
2009. április 19-én a német külképviselet kordonnal lezárt épülete előtt mintegy 200 ember előtt kijelentette: semmi nem igaz a holokausztból. Később felolvasták azt a petíciót, amelyet a nagykövetségnek címeztek, de senki nem vett át.